# Nadia Maftouni
Nadia Maftouni (persan : نادیا مفتونی), née le 14 janvier 1966, est une universitaire iranienne, auteure philosophique et artiste. Elle est surtout connue en tant que chercheuse sur la philosophie farabienne, avicennienne et suhrawardienne avec sa lecture moderne de leurs œuvres. Elle est également une chercheuse reconnue en jurisprudence et en histoire islamique. Elle est professeure à l'Université de Téhéran, où elle est ancienne élève et membre du département de Philosophie islamique. Elle est chercheuse principale (SRS) à la faculté de droit de Yale et siège au conseil d'administration de Histoire de la philosophie trimestrielle de l'Université de l'Illinois Press,. Elle est également connue pour avoir proposé à l'artiste iranien Hossein Nuri de l'épouser alors qu'il était déjà en fauteuil roulant.

## Biographie

### Jeunesse et mariage

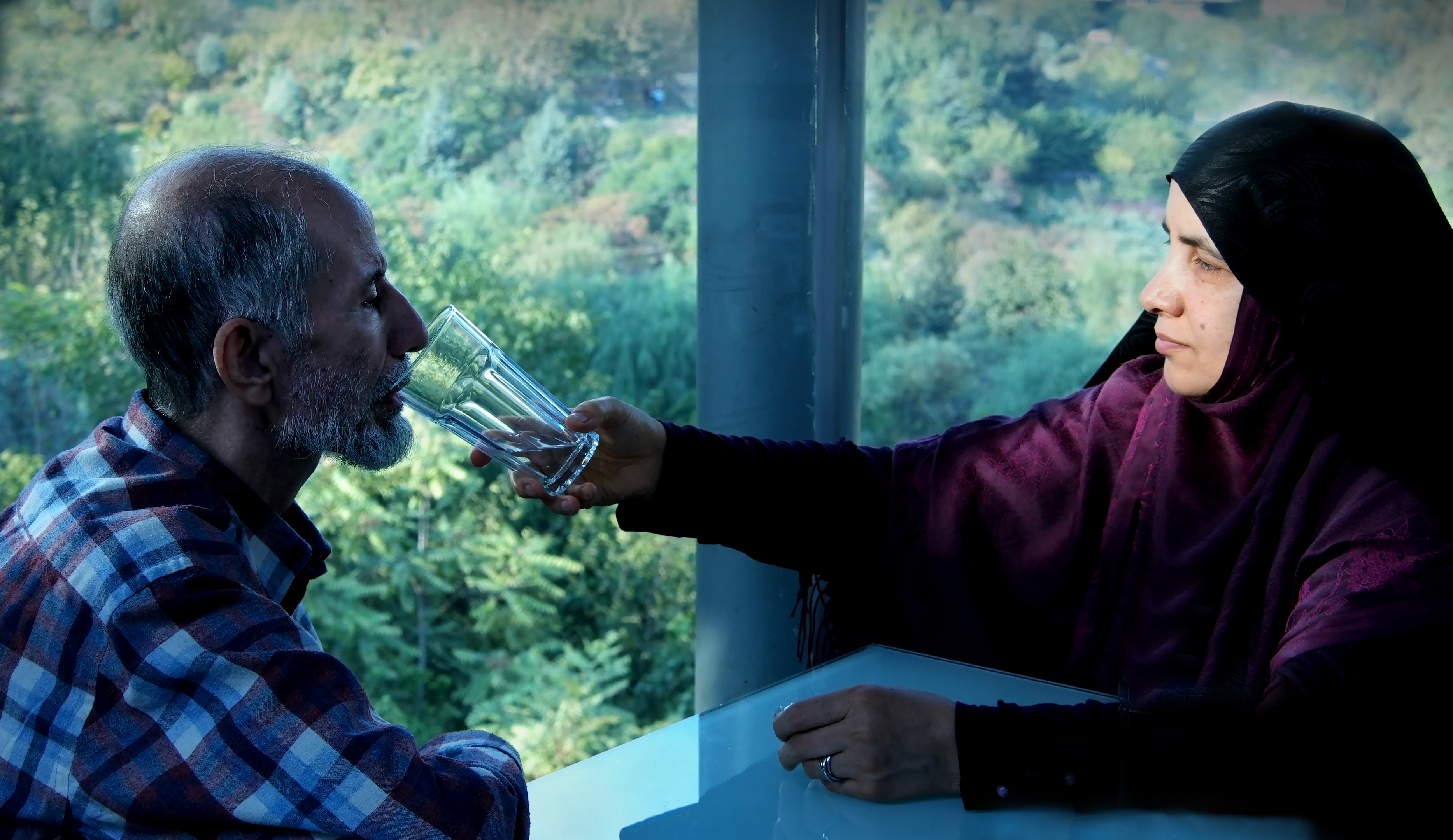
Hossein Nouri et Nadia Maftouni.

Adolescente, elle est devenue l'une des étudiantes sélectionnées du NODET en deuxième année de sa fondation. Elle a été inscrite à l'Université de technologie de Sharif et a commencé à étudier la physique appliquée.
Maftouni a vu Hossein Nuri pour la première fois alors qu'il était invité à prononcer un discours à Sharif. Nuri utilisait déjà un fauteuil roulant après avoir été torturé en 1972 pour avoir écrit une satire politique en faveur des droits de l'homme. Maftouni étant captivée par ses paroles, est tombée amoureuse de lui et lui a proposé. Elle a quitté ses études et sa famille pour vivre avec Nuri qui résidait alors dans la ville frontalière de Torbat-e Jam. C'est là qu'elle a donné naissance à deux fils. Quelques années plus tard, ils déménagent à Mashhad puis à Téhéran.

### Carrière académique
En 1999, Maftouni postule pour la philosophie à l'Université Ferdowsi de Machhad. Un an plus tard, elle a été transférée à l'Université de Téhéran lorsque la famille a déménagé à Téhéran. Elle y termine ses études avec une licence, une maîtrise et un doctorat en philosophie islamique et est devenue membre du département de philosophie. Elle est également chercheuse principale à l'Université Yale. De plus, elle siège au conseil d'administration de Histoire de la philosophie trimestrielle de l'Université de l'Illinois Press,.

### Carrière artistique

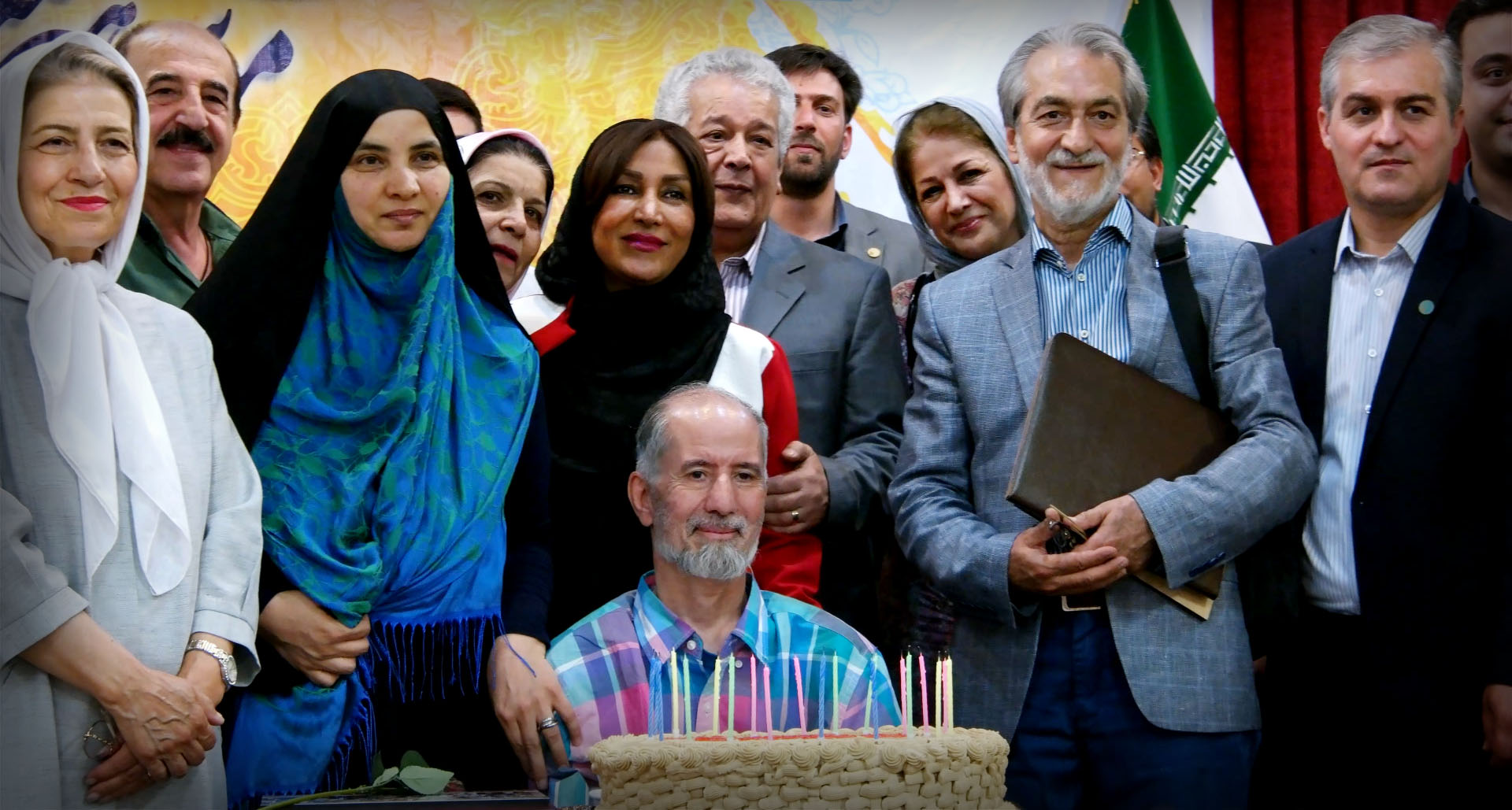
Hossein Nuri, Nadia Maftouni, et quelques autres membres de la Société des artistes éminents iraniens.

Maftouni a appris la peinture de Nuri et a organisé de nombreuses expositions de ses œuvres avec Nuri. En 2004 et 2010, le couple a eu deux expositions à Paris. En 2005, ils exposent leurs œuvres à Pékin et deux ans plus tard à Berlin. En 2008, ils partent à Alger pour leur prochaine exposition et Beyrouth était leur étape suivante en 2010. La même année, Vienne accueille leurs peintures.

## Ouvrages

### Articles sélectionnés
- Explication de la diversité et de son rôle dans l'utopie de Farabi, Biannual Journal of Avicinian Philosophy, Vol. 38, 2008.
- Une étude comparative de la révélation et de la prophétie selon Farabi et Ibn Sina, Biannual Journal of Avicinian Philosophy, Vol. 39, 2008.
- Imagination péripatéticienne, Imagination Ishraqi, et créativité, Kheradname-ye Sadra, Vol. 55, 2009.
- La Perception intérieure d'Ibn Sina dans les traités symboliques de Suhrawardi, Biannual Journal of Avicinian Philosophy, Vol. 41, 2009.
- L'Art comme stratégie culturelle dans la pensée de Farabi, Stratégie de la culture, vol. 10-11, 2012.
- Évaluer les formes imaginaires du point de vue de Farabi, Ma'rifat-i Falsafi, Vol. 32, 2011.
- Évaluation éthique du sujet des œuvres d'art, Conférence d'éthique professionnelle dans la civilisation de l'Iran et de l'Islam, 2007.
- Position d'artiste dans la politique de Farabi, Conférence de Farabi et construction de la philosophie islamique, 2010.
- L'Art tel qu'il est et l'art tel qu'il devrait être: une étude analytique de Farabi, Philosophie transcendante, vol. 13, 2012.
- Le Point de vue de Suhrawardi sur le mouvement progressif de l'homme (N. Maftouni, M. Nuri) Pazhuhesh Name-e Akhlaq, Vol. 25, automne 2014.
- Le Panamatorisme selon Ibn Sina et Suhrawardi, Biannual Journal of Avicinian Philosophy, Vol. 48, automne et hiver 2012.
- Fondements et conséquences de la théorie de l'imagination de Suhrawardi, Falsafe va Kalame Eslami, vol. 5, printemps et été 2013.
- Conceptualisation de l'esthétique selon Farabi, Kheradname-ye Sadra, Vol. 68, été 2012.
- La Relation entre la pensée et l'imagination: une étude de cas du conte de l'exil occidental de Suhrawardi (N. Maftouni, M. Nuri) Philosophy and Children, Vol. 1/4, hiver 2014.
- Le Processus de pensée et d'imagination en échelle dans le point de vue de Farabi (N. Maftouni, M. Nuri) Philosophy and Children, Vol. 2/3, automne 2014[10]

### Livres sélectionnés
- Farabi, Imagination et créativité artistique, Téhéran, Sureh, 2010.
- L'Éthique de l'art selon Farabi, Téhéran, Cinema Foundation of Farabi, 2012.
- Recherche dans le miroir de l'éthique, Téhéran, Khane Ketab, 2013[11].
- Philosophie des sciences selon les philosophes de l'ère islamique, Téhéran, Sorush, 2014.
- Farabi et la philosophie de l'art utopique, Téhéran, Sorush, 2014.
- Farabi et la conceptualisation de l'art utopique, Téhéran, Sureh, 2014.
- Images d'illumination, Téhéran, Vaya, 2015.
- Philosophie en scène : dramasophie des pièces de Hossein Nuri, Qom, Majnun, 2016[10].